# Аснін Володимир Ілліч
Володи́мир Іллі́ч А́снін (1904, Кременчук — † 20 листопада 1956, Харків) — український радянський психолог.
З 1933 року викладав психологію в Харківському педагогічному інституті ім. Г. С. Сковороди.

## Праці
Написав ряд праць з психології навичок і мислення. Останні роки свого життя досліджував питання формування волі та дисциплінованої поведінки учнів.
Аснін — один з авторів підручника з психології, виданого в Україні 1955.